# 대한수학회
대한수학회는 공익법인의 설립 운영에 관한 법률의 규정에 따라 수리과학의 연구와 보급을 진흥하고, 과학의 제 부문과 협력하여 학술문화의 발전에 기여함을 목적으로 1979년 8월 11일 설립허가된 대한민국 미래창조과학부 소관의 사단법인이다. 사무실은 135-703 서울특별시 강남구 역삼동 635-4 한국과학기술회관 1관 1109호다.

## 역대 원장
| 대수  | 이름                            | 임기                      |
| ----- | ------------------------------- | ------------------------- |
| 초대  | 최윤식(崔允植)                  | 1946년 10월 ~ 1962년 10월 |
| 2 대  | 장기원(張起元)                  | 1962년 10월 ~ 1967년 10월 |
| 3 대  | 박경찬                          | 1967년 10월 ~ 1970년 10월 |
| 4 대  | 김정수                          | 1970년 10월 ~ 1974년 10월 |
| 5 대  | 박을룡                          | 1974년 10월 ~ 1980년 10월 |
| 6 대  | 권택연                          | 1980년 10월 ~ 1982년 10월 |
| 7 대  | 박세희(朴世熙)                  | 1982년 10월 ~ 1984년 10월 |
| 8 대  | 조태근                          | 1984년 10월 ~ 1986년 10월 |
| 9 대  | 임정대                          | 1986년 10월 ~ 1988년 10월 |
| 10 대 | 윤재한                          | 1988년 10월 ~ 1991년 1월  |
| 11 대 | 김종식                          | 1991년 1월 ~ 1993년 1월   |
| 12 대 | 우무하                          | 1993년 1월 ~ 1995년 1월   |
| 13 대 | 주진구                          | 1995년 1월 ~ 1997년 1월   |
| 14 대 | 장건수                          | 1997년 1월 ~ 1999년 1월   |
| 15 대 | 김성기                          | 1999년 1월 ~ 2001년 2월   |
| 16 대 | 정동명                          | 2001년 2월 ~ 2003년 1월   |
| 17 대 | 조용승(趙容承) (Cho Yong Seung) | 2003년 1월 ~ 2005년 1월   |
| 18 대 | 민경찬                          | 2005년 1월 ~ 2007년 1월   |
| 19 대 | 김도한                          | 2007년 1월 ~ 2009년 1월   |
| 20 대 | 김도한                          | 2009년 1월 ~ 2011년 1월   |
| 21 대 | 서동엽                          | 2011년 1월 ~ 2013년 1월   |
| 22 대 | 김명환                          | 2013년 1월 ~ 2015년 1월   |
| 23 대 | 이용훈                          | 2015년 1월 ~ 2017년 1월   |
| 24 대 | 이향숙                          | 2017년 1월 ~ 2019년 1월   |
| 25 대 | 금종해                          | 2019년 1월 ~ 2021년 1월   |
| 26 대 | 금종해                          | 2021년 1월 ~ 2023년 1월   |
| 27 대 | 박종일                          | 2023년 1월 ~ 2025년 1월   |
| 28대  | 곽시종                          | 2025년 1월 ~ 현재         |

## 수학 용어집
대한수학회에서 한국어 "수학 용어"를 배포한다. https://www.kms.or.kr/mathdict/list.html

## 같이 보기
- 대한민국학술원
- 한국물리학회
- 대한화학회
- 대한의사협회
- 대한해부학회